# Daniel Specklin
Daniel Specklin (* 1536 in Straßburg; † 18. Oktober 1589 ebenda) war ein elsässischer Festungsbaumeister, Ingenieur und Kartograph. Sein Vater war der Formschneider Veit Rudolf Specklin, der u. a. für das berühmte Kräuterbuch von Leonhard Fuchs arbeitete.

## Lebenslauf

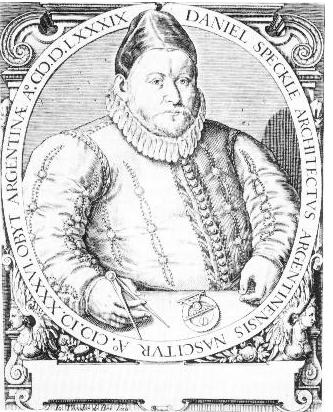
Daniel Speckle (Specklin)

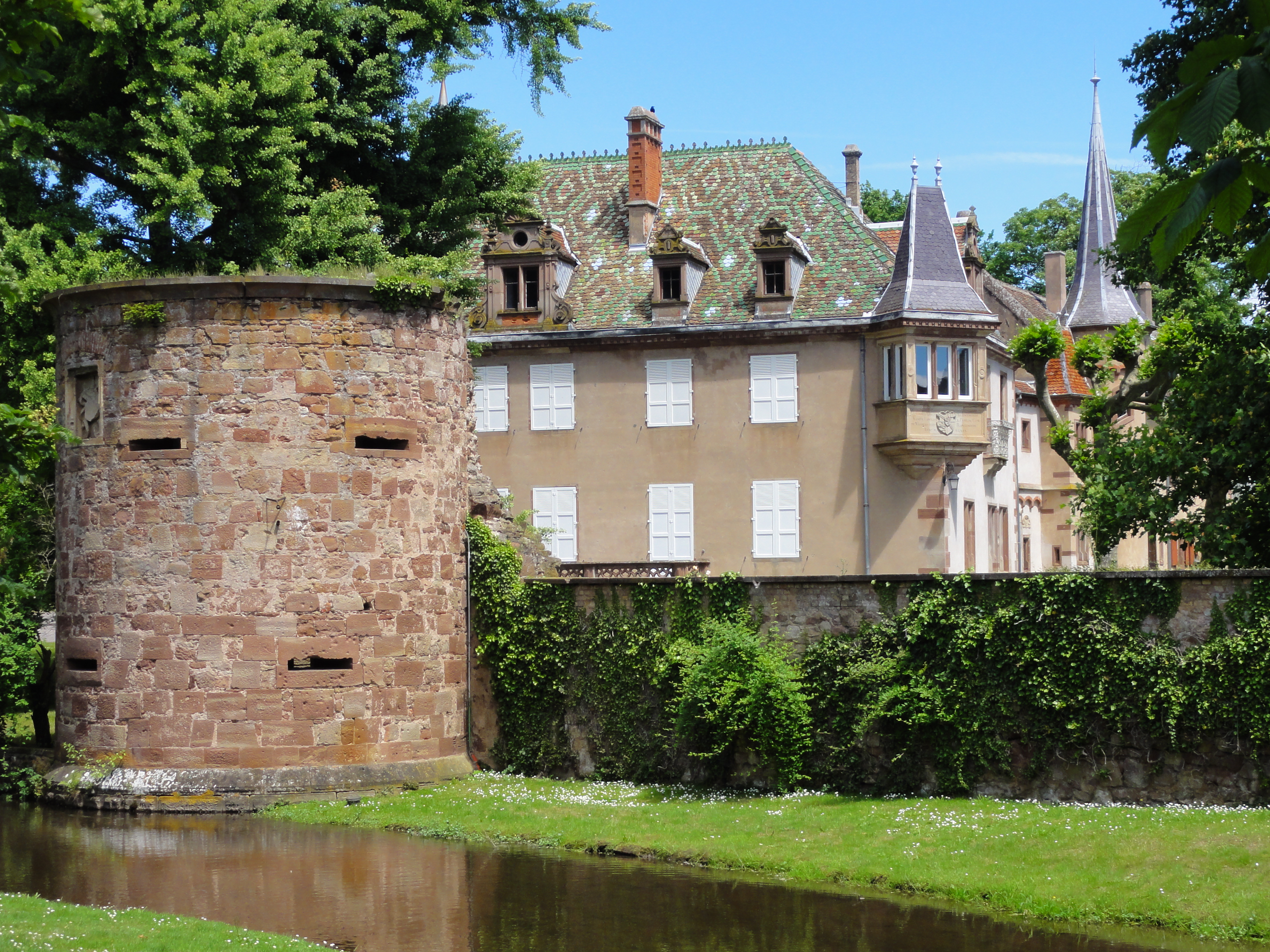
Wehrturm von 1580 des Château de Turckheim in Dachstein (Bas-Rhin) von Daniel Speckle (Specklin)

Specklin lernte zunächst den Beruf des Seidenstickers, ein gutgehendes Handwerk, das nicht nur Stickerei mit Gold- und Silberfäden umfasste, sondern auch Entwürfe und Zeichnungen für dieselben verlangte. Seine Lehrzeit beendete er 1552 als Sechzehnjähriger, danach folgten die üblichen Wanderjahre. 1554 war er in Ungarn, wo er den Festungsbau in Komorn kennenlernte und offenbar begann, sich in diesem Metier zu betätigen. 1555 war er beim Neubau der Befestigungen in Wien dabei. Er machte schnell Fortschritte in seinem neuen Beruf, wurde in Wien Bauführer und hatte eigene Baustellen zu betreuen. 1560 war er in Antwerpen, dann wieder in Wien. 1564 kehrte er nach Straßburg zurück. Dort arbeitete er in seinem alten Handwerk als Seidensticker, eignete sich aber auch Kenntnisse in Kartographie an und versuchte sich in einem Plan der Stadt Straßburg. Danach war er wieder auf Reisen, u. a. nach Düsseldorf, Regensburg und Ungarn. 1573 erhielt er vom österreichischen Erzherzog Ferdinand den Auftrag einer kartographischen Aufnahme des gesamten Elsass; die Arbeiten daran beschäftigten ihn bis 1576. Die große, auf drei Platten gedruckte Karte erschien dann 1577 (gestochen von Franz Hogenberg). Noch im Jahr 1576 brach er im Auftrag des bayerischen Herzogs Albrecht V. nach Ingolstadt auf, um die dortigen Festungsanlagen zu erneuern; 1577 weilte er zu ähnlichen Zwecken in Ulm. Im selben Jahr, am 5. Oktober 1577, wurde er zum Stadtbaumeister seiner Heimatstadt ernannt – für ein jährliches Gehalt von 250 Gulden. 1583 veröffentlichte er eine erste Version seiner Architectura von Vestungen als Manuskript von 150 Seiten mit vielen Abbildungen. Der Text wurde wahrscheinlich von einem Kalligraphen geschrieben, das Titelblatt ist sehr aufwändig gestaltet, die Zeichnungen stammen meist von Specklin selbst, manche sind signiert. Dieses Exemplar war im Besitz der Bibliothek Straßburg bis zur Französischen Revolution, in der sie geplündert wurde. Es gelang in den Besitz von Albert Kasimir von Sachsen-Teschen in Wien. Die Stadt Straßburg konnte es im Jahr  1936 zurückkaufen.
Neben der Konzeption und Durchführung einer Vielzahl von Bauarbeiten – auch in anderen elsässischen Städten, z. B. Ensisheim – schrieb er auch theoretische Abhandlungen (Hauptwerk: Architectura von Vestungen, 1589) und verfasste in Anlehnung an die berühmte Schedelsche Weltchronik eine Straßburger Chronik. Im Alter von 53 Jahren starb er am 18. Oktober 1589 in Straßburg im Haus seiner Nichte Katharina, die mit dem Buchdrucker Lazarus Zetzner verheiratet war.
Specklin war seit 1565 mit Susanna Wegranft (verwitwete Entringer) verheiratet. Aus der Ehe gingen keine Kinder hervor. Sein hinterlassenes Erbe teilten sich seine Brüder Josias, Zacharias und Jeremias sowie Specklins Nichte Katharina.
Der Familienname „Specklin“ ist in Straßburg bereits seit 1399 nachgewiesen; Specklin selbst nannte sich „Speckle“, wurde bisweilen auch „Speckel“ genannt.

## Werke
- Architectura von Vestungen, Straßburg 1589 (Google Books).